# Рудник Роузмонт
Рудник Роузмонт – гірничодобувний майданчик на заході Австралії, одна з найбільших копалень в історії рудного поля Ерілстун (Erilstoun).
Золоторудне родовище Роузмонт виявили в 1980-х роках, після чого в першій половині 1990-х компанія Aurora Gold Limited вилучила тут з неглибокого кар’єру 222 тисячі тонн руди, що дало змогу отримати 0,6 тонни золота.
У 2013-му повномасштабну розробку родовища почала компанія Regis Resources. Роботи організували відкритим методом за допомогою трьох 3 кар’єрів – Роузмонт-Норз, Головний та Роузмонт-Соуз. Можливо також відзначити, що в 2014 та 2015 роках під час неочікувано сильних для цього пустельного регіону злив відбулось кілька обвалів на стінках кар’єрів.
Первісний проект передбачав отримання протягом 5 років біля 12 тонн золота. В 2018-му проект подовжили та запроектували подальшу розробку відкритим та підземним методами, що мало дозволити додатково вилучити 10,3 млн тонн руди та майже 18 тонн золота. Підземні роботи організували за допомогою транспортного ухилу, портал якого знаходиться в кар’єрі, при цьому потужність підземної частини рудника визначили як 0,6 млн тонн руди на рік.
В 2024-му оголосили про рішення розпочати третю стадію проекту, що мала бути запущена в середині 2025 року. Її запаси оцінили у 0,5 млн тонн руди, що містить 1,3 тонни золота (плюс удвічі більші ресурси). У випадку реалізації цього етапу глибина рудника має бути збільшена з 435 до 735 метрів. Також передбачається спорудження ветиляційного порталу з кар’єру Роузмонт-Соуз.
Вилучена руда проходить подрібнення, після чого відправляється по пульпопроводу довжиною 12 кілометрів на фабрику з вилучення золота копальні Гарден-Велл. Первісно потужність дробильної фабрики складала 1,5 млн тонн руди на рік, а в подальшому була доведена до 2,5 млн тонн.